# Joan Torrendell
Joan Torrendell Escalas (Palma de Mallorca, Islas Baleares, 31 de agosto de 1869 - Buenos Aires, Argentina, 12 de marzo de 1937) fue un escritor, editorialista y periodista español. Fue director y fundador de varios periódicos y revistas en Mallorca, Barcelona y Argentina. Fundador junto a su hijo, Juan Carlos Torrendell, de la popular Editorial Tor.

## Sus trabajos
Publicó sus primeros trabajos en el Semanario Católico de Palma, dirigido por el entonces presbítero José Miralles, quien llegó a ser en 1928 obispo de Barcelona en «La Almudaina», y en «La Ilustración Ibérica», de Barcelona.
Luego fue director del diario La «Última Hora» y del semanario ilustrado «Fígaro», redactor-jefe de «La Almudaina» y fundador y director de «La Nova Palma» que era una continuación de la famosa revista de Quadrado y de La Veu de Mallorca.
En Barcelona dirigió «La Cataluña», revista fundada para difundir el pensamiento de Solidaridad Catalana, y en Montevideo, en 1911, fundó «El Correu de Catalunya».
Durante ocho años ejerció la crítica literaria en La Atlántida, de Buenos Aires.
Torrendell formó parte durante seis años del Jurado de los Concursos municipales de Buenos Aires, y realizó desde 1906 hasta 1910 la labor editorialista en «La Veu de Catalunya», de Barcelona.

## Obras
Torrendell es autor de notables obras, que le han dado merecido prestigio en España y en la América:
- El Picaflor, novela de costumbres sociales (Montevideo)
- La ley y el amor, drama (1894)
- Pimpollos, novelitas breves (Barcelona, 1895)
- Clarín y su ensayo, estudio crítico
- Don Joan Palou i Coll, discurso encargado por el Ayuntamiento de Palma (1900)
- Els encarrilats, drama estrenado en el teatro de Novedades, de Barcelona (1901), y traducido al castellano con el título de «Los encarrilados»
- Els dos esperits, drama estrenado en el teatro Español, de Barcelona (1902);
- Currita Albornoz, comedia inspirada en pequeñeces, del padre Coloma, estrenada en el Principal, de Barcelona, y en el Teatro de la Princesa, de Madrid
- La familia Roldán, comedia (1898)
- La política catalanesca, conferencia en el Ateneo Barcelonés (1904);
- Trascendencia del periodisme per a la propaganda i consolidació del renaixement i restauració de la nostra llengua, comunicación leída en el Primer Congreso Internacional de la Lengua Catalana (1906)
- Narciso Monturiol inventor del primer submarino : biografía del sabio español y explicaciones sobre su ictineo, (Buenos Aires, 1916)[1]
- El Año Literario, con prólogo de Constancio C. Vigil (Buenos Aires, 1918)
- Los concursos literarios y otros ensayos críticos (Buenos Aires, 1926).

No fue como crítico literario en sus primeros tiempos de Montevideo uno de esos escritores nacidos y hechos dentro de una escuela determinada, lo cual les presta, en lo sucesivo, cierta unilateralidad mezquina que los circunscribe y los achica; por el contrario, documentado sólidamente respecto de las literaturas clásica, romántica y realista, pudo discernir lo bueno y lo malo de cada una de ellas y afirmar su propia personalidad con la verdad extraída de sus conocimientos, exégesis y experiencias. Al revés de sus criticados (que no conocían más que la tendencia literaria a que estaban afiliados y eso aún mal y torcidamente), Torrendell disertaba con gran erudición y un extraordinario buen sentido sobre cualquier sujeto o tema literario, perteneciera a la escuela que perteneciese, hasta desentrañar su más oculta filosofía.

Pérez Petit